# Real Hermandad del Santísimo Cristo de las Injurias (Zamora)
Real Hermandad del Santísimo Cristo de las Injurias. Popularmente conocida como Cofradía del Silencio, por el acto del juramento que le hace especialmente conocida. Es uno de los momentos cumbres de la Semana Santa de Zamora, concretamente en la tarde del Miércoles Santo.

## Historia

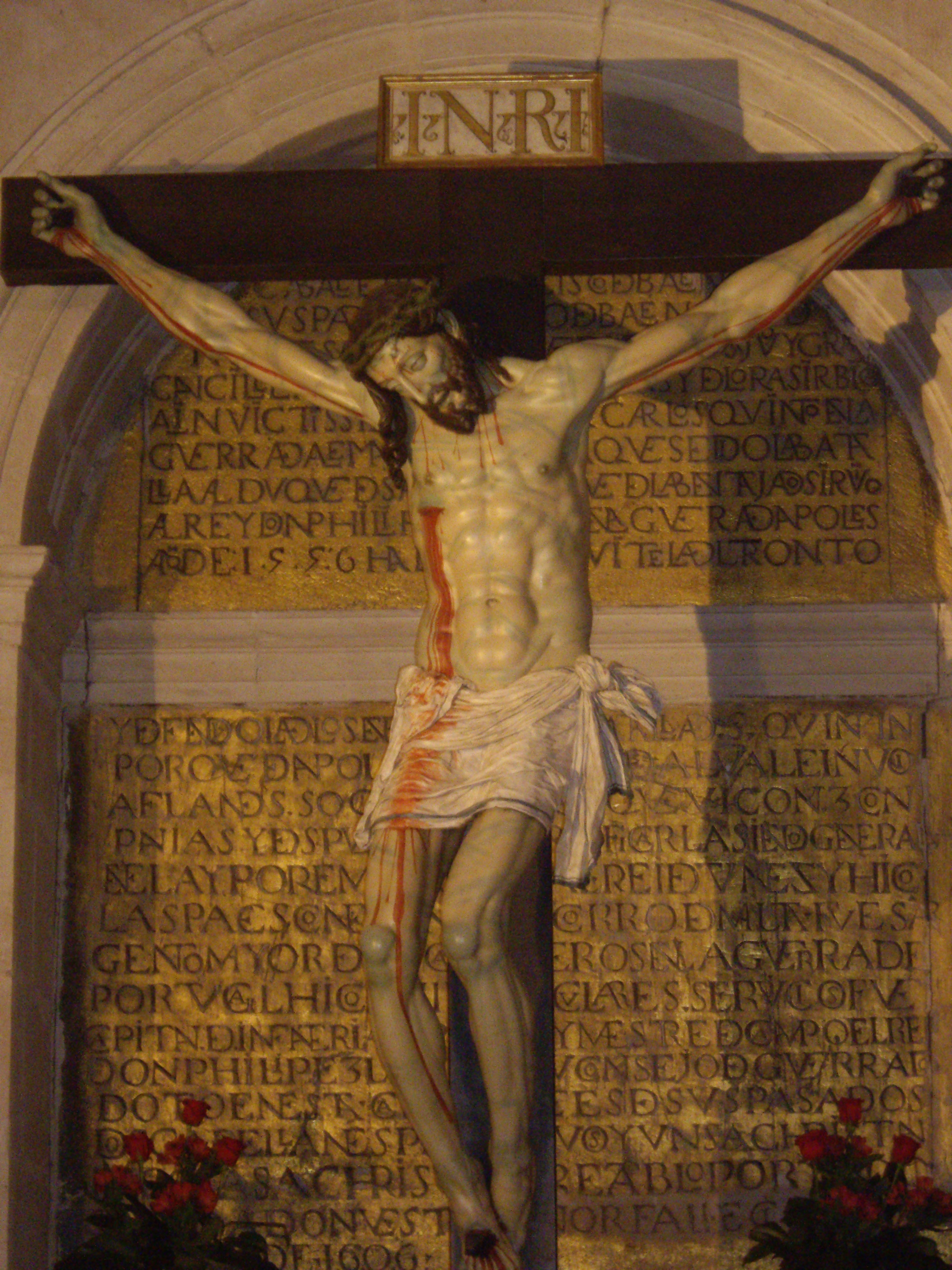
El Cristo de las Injurias

Fundada en 1925. Actualmente tiene unos 2500 hermanos.

## Imagen
El Cristo de las Injurias que se encuentra en la catedral de Zamora es una obra del siglo XVI, en madera, de tamaño algo mayor que el natural y que representa a Cristo crucificado ya muerto. Entre 1530 y 1560, es posiblemente la mejor obra escultórica de la Semana Santa de Zamora. Se desconoce documentalmente su autoría, aunque los investigadores la han atribuido sucesivamente a Gaspar Becerra, Jacobo Florentino, Diego de Silóe o Arnao Palla.

## Hábito
Túnica de estameña blanca y capirote de terciopelo rojo, cíngulo blanco y decenario. Hachón de madera con vela de cera apoyada en la cintura.

## Acto del juramento y procesión
En el atrio de la catedral tiene lugar el Juramento del Silencio; tradicionalmente el Alcalde (en la actualidad ya no lo hace el alcalde sino alguien designado por la propia cofradía), en representación de la ciudad, realiza la ofrenda del silencio al Cristo de las Injurias: guardarán absoluto silencio durante todo el desfile. El juramento es tomado por el Obispo, con los hermanos de rodillas.
Abren el desfile tres hermanos a caballo y tres palafreneros. La Hermandad porta dos pebeteros portados a hombros. Heraldos al inicio y hacia la mitad de la procesión hacen sonar clarines anunciando el silencio, que se constituye en símbolo de austeridad y recogimiento religioso.

## Galería

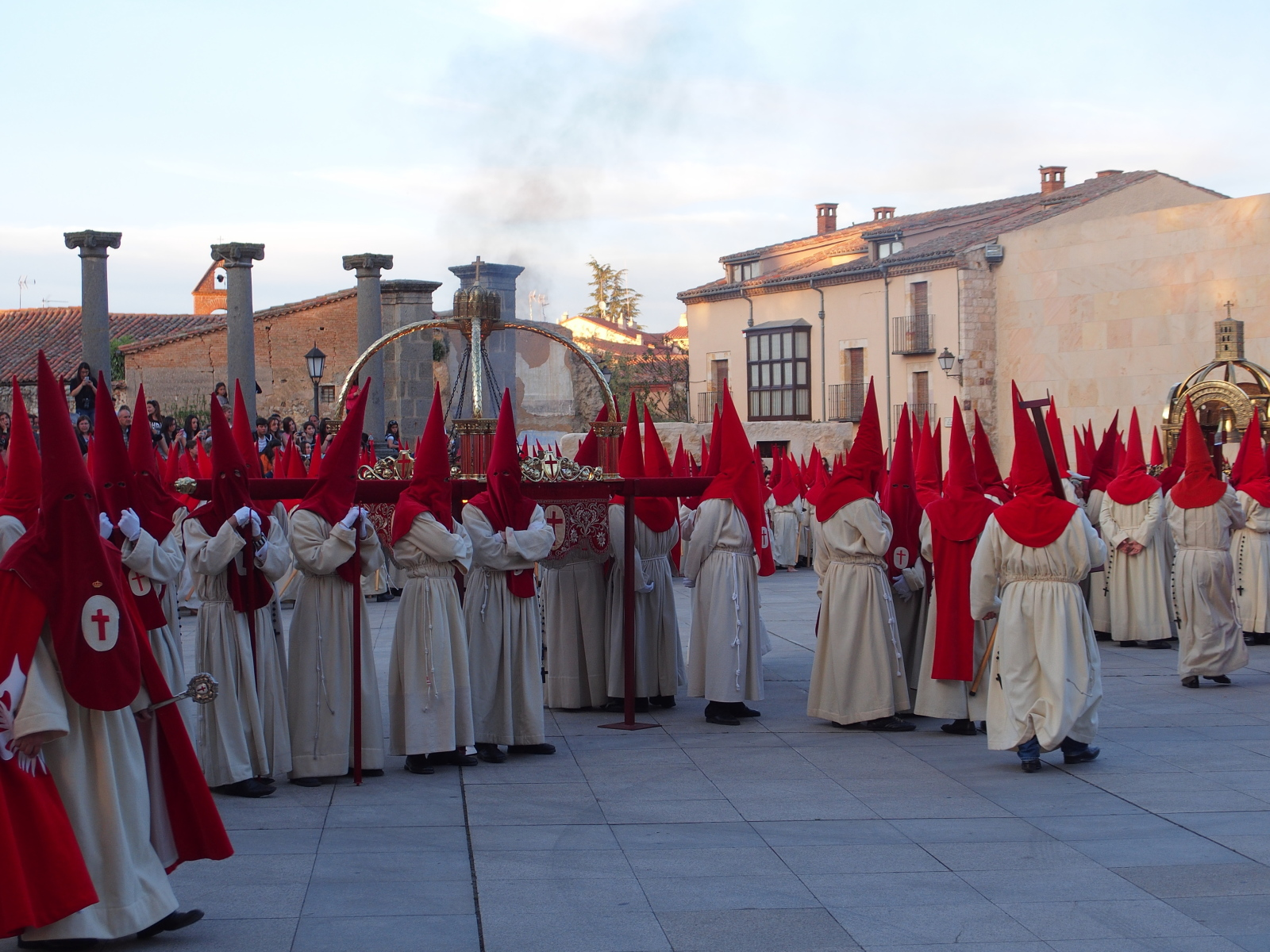
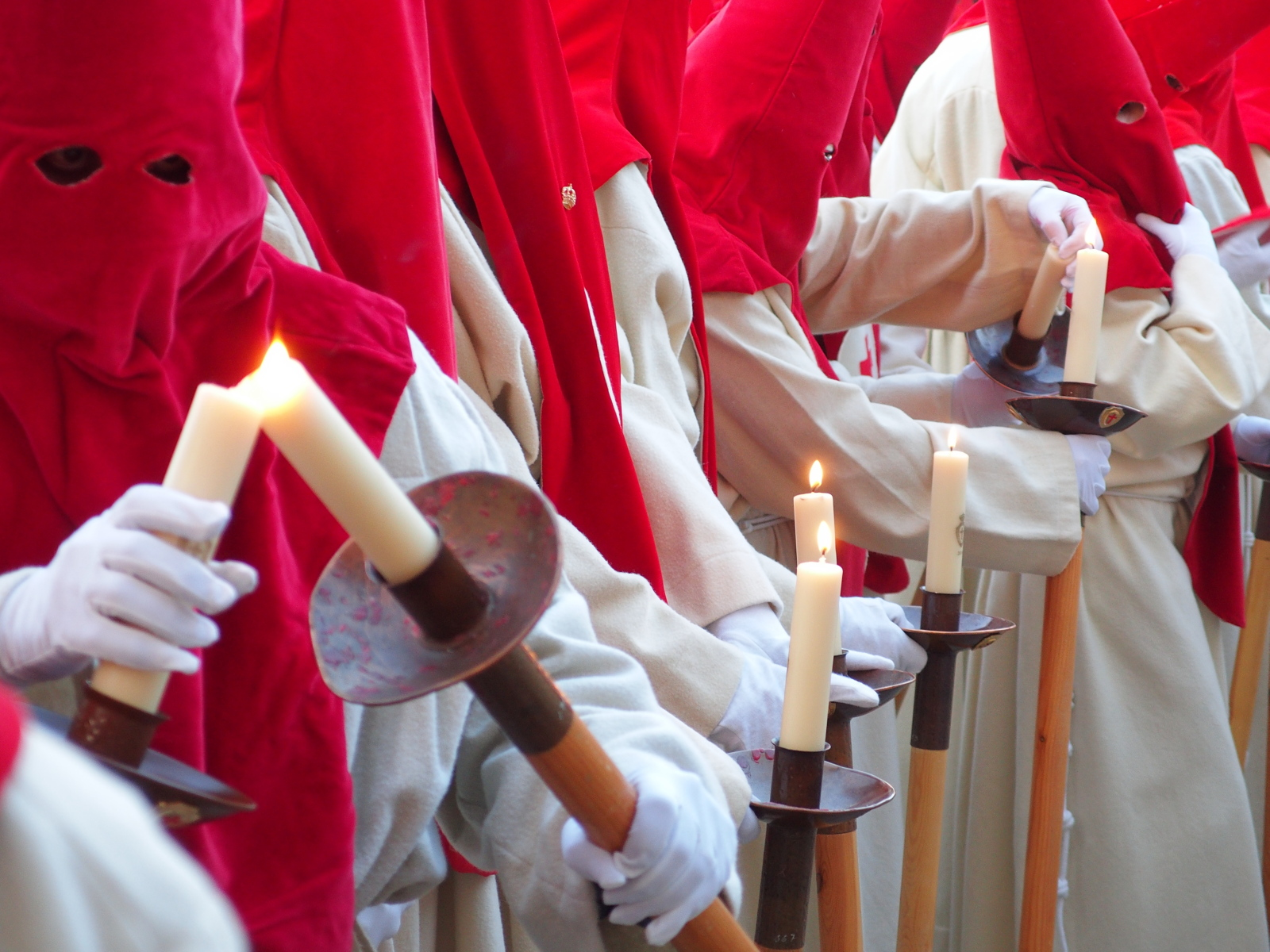
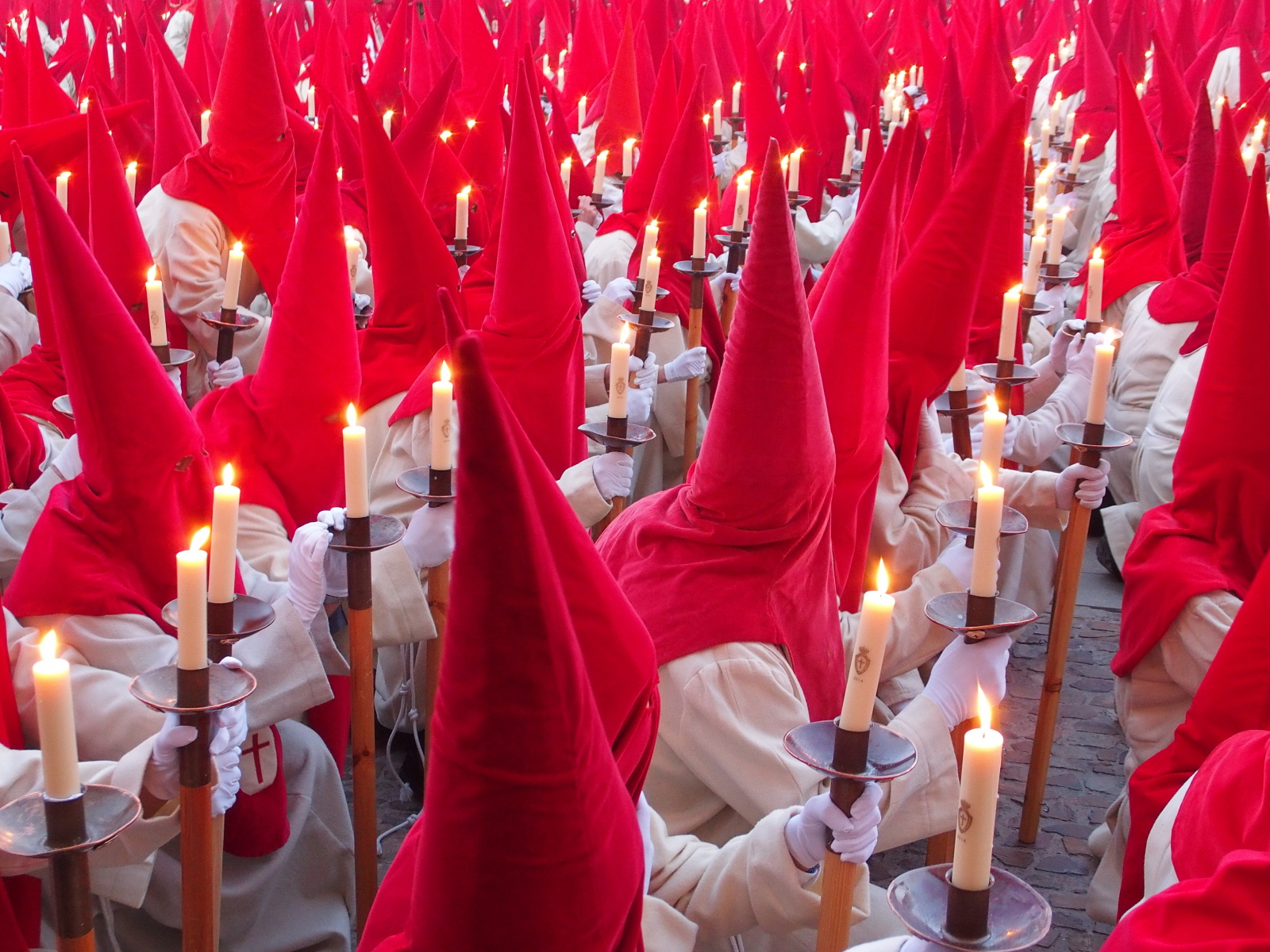
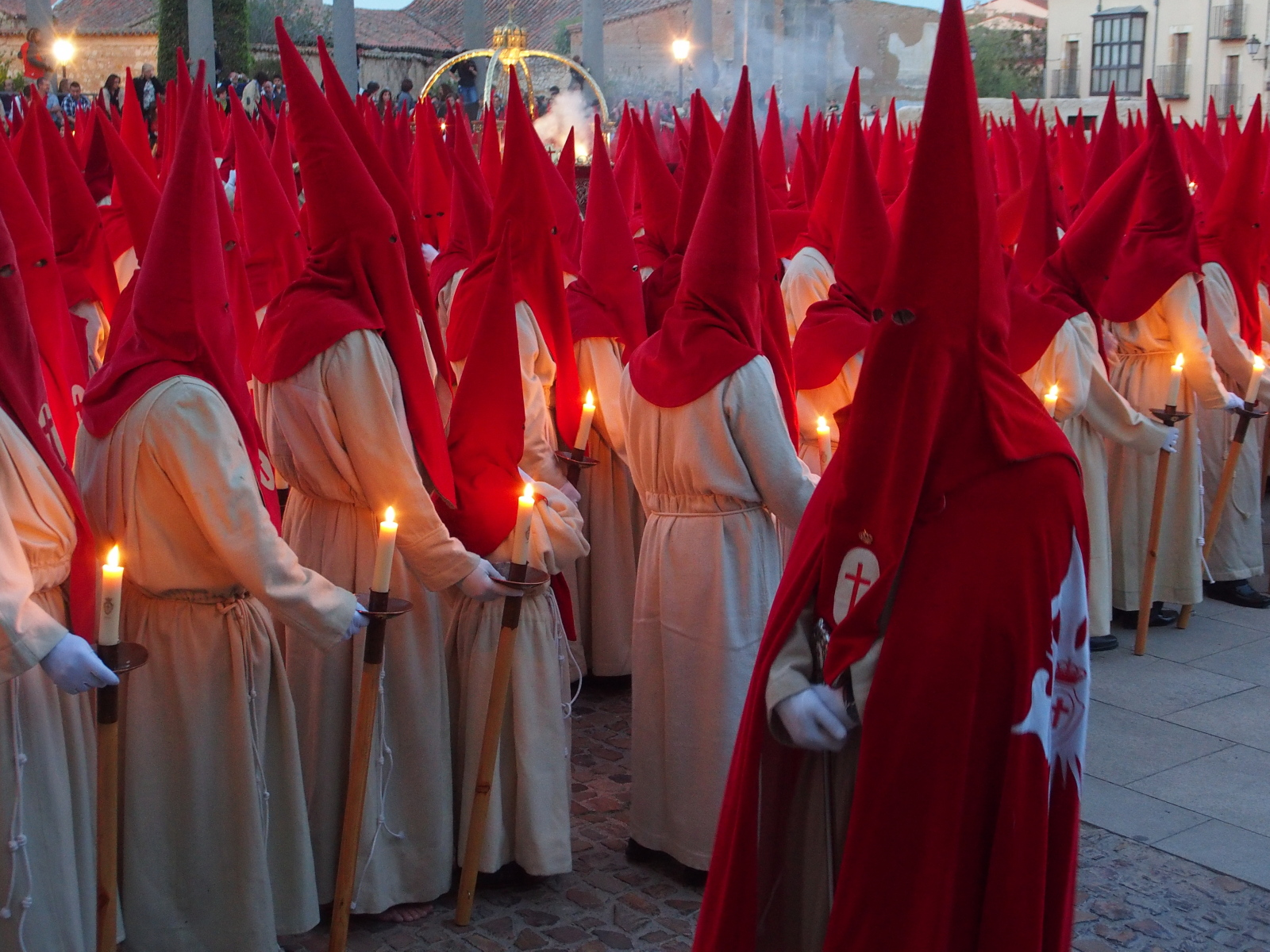